# Amica Mutual Pavilion
Le Amica Mutual Pavilion (anciennement Dunkin' Donuts Center) est une salle omnisports située à Providence dans l'état de Rhode Island.

## Histoire
Le stade accueille des matches de hockey sur glace, de basket-ball, de football américain en salle et de catch.

## Événements
- 1er et 2d tours du tournoi du Championnat NCAA de basket-ball, 1976, 1979, 1980, 1981, 1989 et 1996
- Tournoi East Regional du Championnat NCAA de basket-ball, 1978 et 1985
- Championnat NCAA de hockey sur glace (Frozen Four), 1978, 1980, 1982, 1986, 1995 et 2000
- Tournoi masculin de basket-ball de la Big East Conference, 1980
- Hockey East Championship Game, 1985 et 1986
- King of the Ring, 4 septembre 1987
- King of the Ring, 16 octobre 1988
- King of the Ring, 14 octobre 1989
- King of the Ring, 7 septembre 1991
- Royal Rumble 1994, 22 janvier 1994
- King of the Ring, 8 juin 1997
- WWE Backlash, 25 avril 1999
- WWE Armageddon, 18 décembre 2005
- WWE Backlash, 26 avril 2009
- Raw du 13 janvier 2014
- WrestleMania Backlash, 8 mai 2022

## Galerie

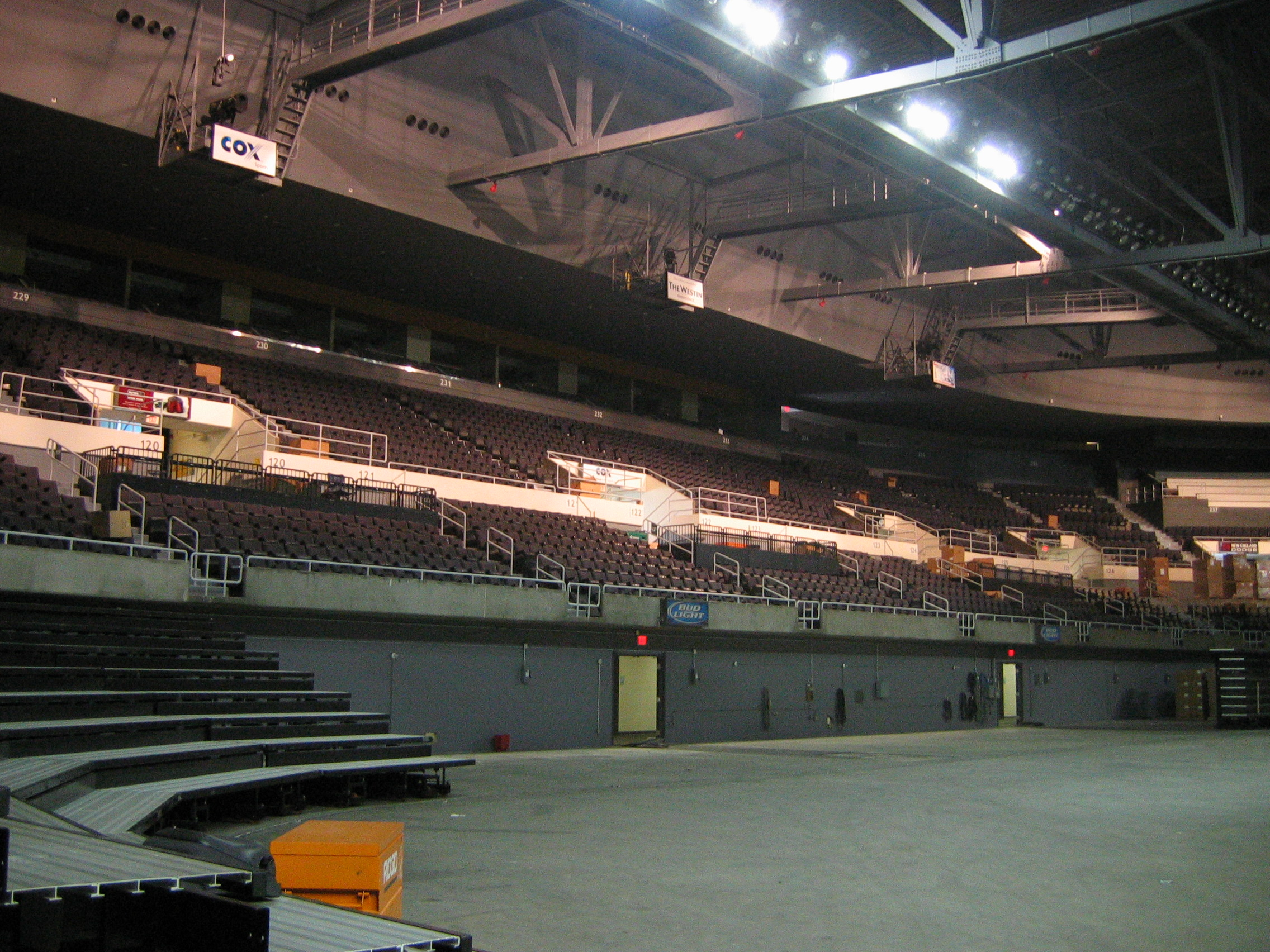
Dunkin'Donuts Center